# Покоївка з Мангеттену
«Покоївка з Мангеттену» (англ. Maid in Manhattan) — американська романтична комедія режисера Вейна Вонґа, за оповіданням Джона Г'юза, з Дженніфер Лопез та Ральфом Файнсом в головних ролях.

## Сюжет
Маріса Ветура (Дженніфер Лопез) — мати, що живе в Бронксі з сином Ті, та працює покоївкою в першокласному готелі в Мангеттені, в Нью-Йорку. Вона закохується в багатого бізнесмена Крістофера Гелла (Ральф Файнс), спадкоємця американської політичної династії, що приїхав до Нью-Йорку лише на тиждень. Кріс, не знаючи що вона працює в готелі покоївкою, приймає її за дівчину з вищого світу.

## Цікаві факти
- Спочатку фільм повинен був називатися «The Chambermaid» (Покоївка).
- Головну роль повинна була виконувати Сандра Буллок або Гіларі Свонк, а знімати картину Джон Г'юз, але останній лишився лише як сценарист.
- Фільм почали знімати 29 квітня 2002 року в Нью-Йорку, хоча мали — ще роком раніше. Зйомки завершилися у серпні 2002.
- Фільм був знятий в готелі «Roosevelt Hotel» в Нью-Йорку.